# Сигаков, Дмитрий Ильич
Дмитрий Ильич Сигаков (5 октября 1921, Хабары, Алтайский край — 22 февраля 1984, Кривой Рог, Днепропетровская область) — советский военный, майор Советской армии, участник Великой Отечественной войны, Герой Советского Союза (1945).

## Биография
Родился 5 октября 1921 года в селе Хабары (ныне — Хабарский район Алтайского края).
До войны проживал в Салаире, окончил там десять классов школы. В июле 1941 года Сигаков был призван на службу в Рабоче-крестьянскую Красную армию. Окончил Томское артиллерийское училище. С апреля 1942 года — на фронтах Великой Отечественной войны.
К марту 1945 года гвардии старший лейтенант Дмитрий Сигаков командовал батареей 26-го гвардейского лёгкого артиллерийского полка 25-го танкового корпуса 3-й гвардейской танковой армии 1-го Украинского фронта. Отличился во время освобождения Польши. 1—2 марта 1945 года батарея Сигакова держала оборону в районе города Губин, отбив двенадцать вражеских контратак. 4 марта 1945 года, оказавшись с группой бойцов в окружении в здании, Сигаков организовал отражение вражеских контратак, продержавшись до подхода основных сил.
Указом Президиума Верховного Совета СССР от 27 июня 1945 года гвардии старший лейтенант Дмитрий Сигаков был удостоен высокого звания Героя Советского Союза с вручением ордена Ленина и медали «Золотая Звезда».
После окончания войны Сигаков продолжил службу в Советской армии. В 1946 году окончил Высшую офицерскую артиллерийскую школу, в 1950 году — Военную академию имени М. В. Фрунзе. В 1956 году в звании майора Сигаков был уволен в запас. Проживал и работал в Кривом Роге. В 1963 году окончил Сибирский металлургический институт.
Скончался 22 февраля 1984 года.
Был также награждён орденом Красной Звезды и рядом медалей.

## Память
- Имя на Стеле Героев в Кривом Роге.